# 板妻駐屯地
板妻駐屯地（いたづまちゅうとんち、JGSDF Camp Itazuma）は、静岡県御殿場市板妻40-1に所在し第34普通科連隊等が駐屯する陸上自衛隊の駐屯地である。

## 概要
最寄の演習場は、東富士演習場と北富士演習場。駐屯地司令は第34普通科連隊長が兼務。連隊本部庁舎の近傍に橘周太中佐の像がある。

## 沿革
日本陸軍
- 1909年（明治42年）：陸軍板妻廠舎設置。

米陸軍
- 1949年（昭和24年）：米陸軍第25師団管下の演習部隊が板妻に入廠（米軍ミドルキャンプ）。

陸上自衛隊
- 1960年（昭和35年）：陸上自衛隊第一陣が板妻に駐屯。

陸上自衛隊駒門駐屯地板妻分屯地
- 1960年（昭和35年）3月15日：第105教育大隊が武山駐屯地から板妻分屯地へ移駐。
- 1961年（昭和36年）12月：第105教育大隊が板妻分屯地から武山駐屯地に移駐。
- 1962年（昭和37年）
  - 1月18日：第1対戦車隊が板妻駐屯地に新編[1]。
  - 1月20日：第34普通科連隊が新町駐屯地から移駐開始（2月10日完了）[2]。
  - 7月：第3陸曹教育隊が駒門駐屯地から移駐開始。

陸上自衛隊板妻駐屯地
- 1962年（昭和37年）8月15日：

1. 駒門駐屯地板妻分屯地から駐屯地に昇格[2][3]。
2. 第3陸曹教育隊が駒門駐屯地から移駐完了。

- 1968年（昭和43年）3月1日：第405基地通信隊が新編。
- 1975年（昭和50年）3月26日：第405基地通信隊が第101基地通信大隊第309基地通信中隊板妻派遣隊に改編。
- 1983年（昭和58年）3月24日：東部方面通信群新編により、第101基地通信大隊が同群隷下に編入。
- 1995年（平成07年）11月：駐屯地シンボルマーク完成。
- 2002年（平成14年）3月27日：第1師団改編。

1. 第1後方支援連隊第２整備大隊第4普通科直接支援隊（第34普通科連隊を支援）を新編。
2. 第1対戦車隊が廃止。
3. 第34普通科連隊重迫撃砲中隊が廃止。

- 2007年（平成19年）
  - 3月28日：第309基地通信中隊板妻派遣隊が第305基地システム通信中隊板妻派遣隊に改編。
  - 8月：第32回富士登山駅伝で板妻34連隊チームが総合優勝。

- 2015年（平成27年）3月26日：東部方面会計隊の改編に伴い、第420会計隊が廃止され第433会計隊板妻連絡班が配置。

## 駐屯部隊

### 東部方面隊隷下部隊
- 第1師団
  - 第34普通科連隊
  - 第1後方支援連隊
    - 第2整備大隊
      - 第3普通科直接支援中隊：第34普通科連隊を支援
- 東部方面混成団
  - 第3陸曹教育隊
  - 第31普通科連隊　
    - 第1普通科中隊
- 東部方面システム通信群
  - 第105基地システム通信大隊
    - 第305基地システム通信中隊
      - 板妻派遣隊
- 東部方面会計隊
  - 第433会計隊
    - 板妻連絡班
- 板妻駐屯地業務隊

### 防衛大臣直轄部隊
- 東部方面警務隊
  - 第128地区警務隊
    - 板妻連絡班

## 最寄の幹線交通
- 高速道路：東名高速道路御殿場IC
- 一般道：国道246号、国道469号、静岡県道155号滝ケ原富士岡線、静岡県道157号五本地御殿場線
- 鉄道：JR御殿場線御殿場駅
- 路線バス：富士急モビリティJ1十里木線、J2ぐりんぱ線、板妻・神場循環線、印野本村線（板妻経由）、北の原循環線、神場南循環線板妻停留所
- 港湾：清水港（特定重要港湾）、田子の浦港、横浜港（共に重要港湾）

## 重要施設
- 浜岡原子力発電所（出力499.7万kW。BWR。5号機はABWR）（御前崎市）
- 新清水火力発電所（出力15.6万kW。石油）（静岡市清水区）
- 駿河変電所（一次変電所）（静岡市葵区）
- 東清水変電所（一次変電所）（静岡市清水区）
- 井川ダム（静岡市葵区）
- 佐久間ダム（浜松市）